# 池波正太郎真田太平記館
池波正太郎真田太平記館（いけなみしょうたろうさなだたいへいきかん）とは、長野県上田市にある文学館。池波正太郎の時代小説『真田太平記』に関わる資料を中心に展示している。 事業主体は上田市で、正式名称は「上田市池波正太郎真田太平記館」である。全国文学館協議会加盟。

## 概要
池波は真田氏をテーマに時代小説を執筆するにあたって上田へ足繁く通い、その所縁をもとに1998年11月23日に開館した。
常設展示室には、初期の時代小説として発表された『恩田木工』（のち『真田騒動』）、幕府の隠密に立ち向かう晩年の真田信之を描き、直木賞を受賞した『錯乱』など、多くの関連作品のストーリーに沿った年表や直筆の取材ノート、取材スクラップ、『真田太平記』の舞台裏を紹介するジオラマなどを展示した「真田太平記コーナー」の他、池波の遺品や自筆絵画などを展示した「作家・池波正太郎コーナー」がある。
別棟の「シアター館」では北国街道に面した老舗の商家の蔵を活かし、オリジナル映像「真田太平記の世界」、「上田攻め」、「真田幸村・大坂夏の陣」などを上映し、「ギャラリー館」では風間完による挿絵の原画など展示している。また両館への動線には、『真田太平記』にも登場する「草の者」のからくり絵のアトラクションが設置されている。
記念館の収蔵品としては池波以外にも、地元出身の作家久米正雄や新田潤らの関連資料がある。　

## 利用案内
- 開館時間は午前10時から午後6時まで
- 休館日は毎週水曜日、祝日の翌日と年末年始（12月29日から翌年1月3日）

## アクセス
- 北陸新幹線上田駅から 徒歩で約10分
- 上信越自動車道 上田菅平ICから 車約10分